# 제주 유나이티드 FC 2020 시즌
제주 유나이티드 FC 2020 시즌은 제주 유나이티드가 K리그 2에 참가한 2020년 시즌이다. 이창민이 주장을 맡았다.

## 선수단
- GK : 오승훈, 유연수
- DF : 정운, 정우재, 권한진, 강윤성, 김오규, 임동혁, 박원재, 김경재, 김지운, 박민수
- MF : 이창민, 김영욱, 안현범, 류승우, 에델, 이동희, 백승우
- FW : 주민규, 이동률, 정조국, 진성욱, 김현우, 정상규, 공민현